# Nicholas Saliba
Nicholas ("Nicky") Saliba (26 augustus 1966) is een voormalig profvoetballer uit Malta, die speelde als aanvaller gedurende zijn carrière. Hij sloot zijn loopbaan af in 2003 bij Valletta FC, de Maltese club die hij diende sinds 1987.

## Interlandcarrière
Saliba speelde 68 interlands voor de Maltese nationale ploeg, en scoorde vier keer voor zijn vaderland in de periode 1988-2001. Onder leiding van bondscoach Horst Heese maakte hij zijn debuut op 23 november 1988 in het oefenduel tegen Cyprus (1-1). Hij viel in die wedstrijd in voor Hubert Suda.
| Interlanddoelpunten | Interlanddoelpunten | Interlanddoelpunten | Interlanddoelpunten  | Interlanddoelpunten | Interlanddoelpunten | Interlanddoelpunten | Interlanddoelpunten |
| #                   | Datum               | Locatie             | Wedstrijd            | Goal(s)             | Score               | Uitslag             | Wedstrijd           |
| ------------------- | ------------------- | ------------------- | -------------------- | ------------------- | ------------------- | ------------------- | ------------------- |
| 1                   | 26/05/1992          | Ta' Qali            | Malta – Letland      | 50'                 | 1 – 0               | 1 – 0               | Oefeninterland      |
| 2                   | 20/04/1994          | Ta' Qali            | Malta – Azerbeidzjan | 2'                  | 1 – 0               | 5 – 0               | Oefeninterland      |
| 3                   | 16/08/1995          | Ta' Qali            | Malta – Albanië      | 21'                 | 1 – 0               | 2 – 1               | Oefeninterland      |
| 4                   | 08/06/1999          | Thessaloniki        | Joegoslavië – Malta  | 6'                  | 0 – 1               | 4 – 1               | EK-kwalificatie     |

## Erelijst
Valletta FC
- Maltees landskampioen

1990, 1992, 1997, 1998, 1999, 2001